# 프시수하군

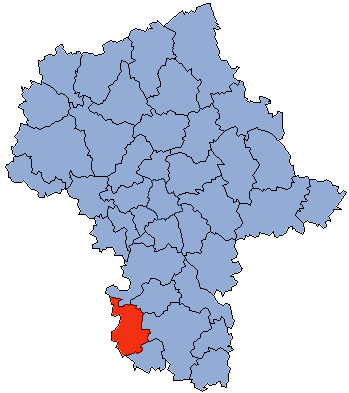
마조프셰주 지도에 표시된 프시수하군의 위치

프시수하군(폴란드어: powiat przysuski)은 폴란드 마조프셰주에 위치한 군으로 군청 소재지는 프시수하이며 면적은 800.68km2, 인구는 41,721명(2019년 기준), 인구 밀도는 52명/km2이다.
북쪽으로는 그루예츠군, 북동쪽으로는 비아워브제기군, 동쪽으로는 라돔군, 남동쪽으로는 시드워비에츠군, 남서쪽으로는 시비엥토크시스키에주 콘스키에군, 서쪽으로는 우치주 오포치노군, 토마슈프군과 접한다. 8개 지방 자치체(1개 도시형 농촌, 7개 농촌)를 관할한다.

군기
군 문장